# Großer Preis von Frankreich 1923

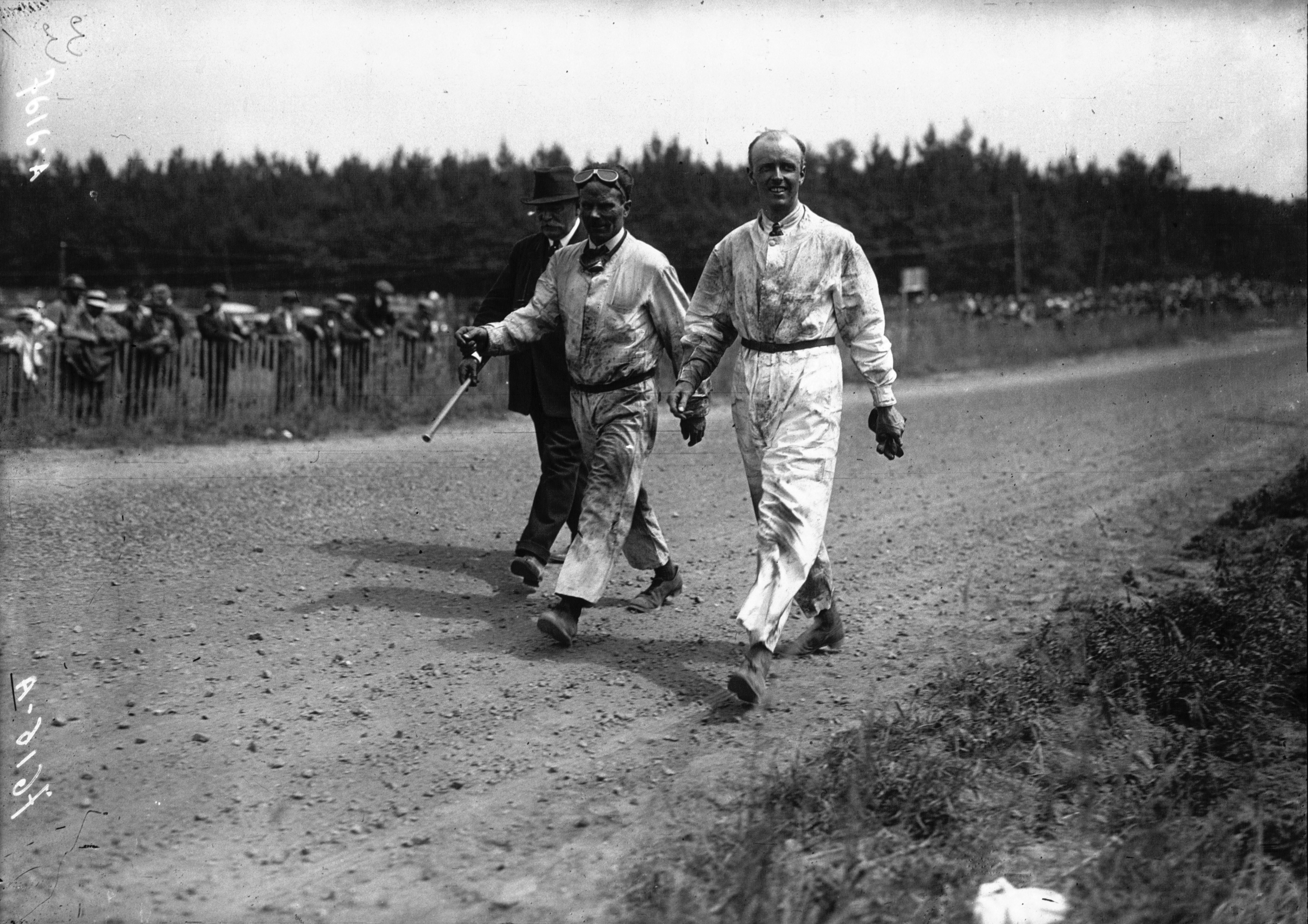
Rennsieger Henry Segrave mit einem Mechaniker beim Streckenstudium

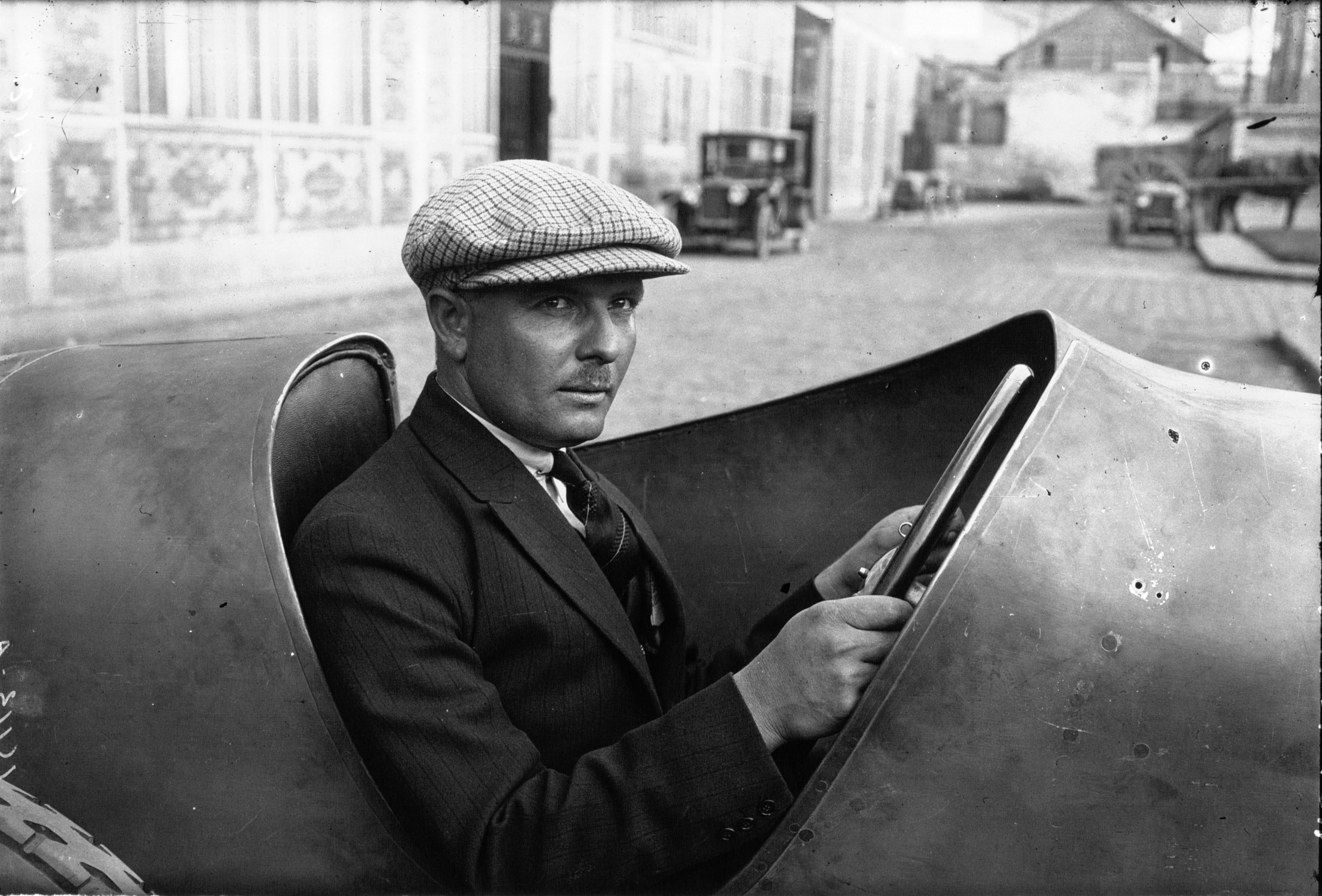
Der Zweitplatzierte Albert Divo, hier beim Großen Preis von Frankreich 1924

Der XVII. Große Preis von Frankreich (XVII Grand Prix de l’Automobile Club de France) fand am 2. Juli 1923 auf dem Circuit de Tours in Tours in Frankreich statt. Es handelte sich dabei um einen klassischen Dreieckskurs auf öffentlichen Landstraßen mit einer Rundenlänge von 22,83 km, was bei 35 zu fahrenden Runden einer Gesamtdistanz von 799,07 km entsprach – somit etwas weniger als die eigentlich von den Regularien geforderten 800 km Mindestdistanz.
Sieger wurde Henry Segrave auf Sunbeam, es war der erste und für Jahrzehnte einzige Grand-Prix-Erfolg eines britischen Fahrers auf einem britischen Fabrikat.

## Rennen
Obwohl die Internationale Grand-Prix-Formel mit der Begrenzung der Motoren auf 2 Liter und dem Mindestgewicht der Wagen von 650 kg aus dem Vorjahr beibehalten wurde, erschienen in diesem Jahr zahlreiche Neukonstruktionen. Die durchschlagendste Neuerung präsentierten dabei die Fiat-Werke, deren Team zum ersten Mal im Grand-Prix-Sport mit Rennwagen mit Kompressormotoren antrat. Der Reihenachtzylinder im neuen Fiat 805/405 erreichte hierdurch einen eklatanten Leistungsvorsprung gegenüber der gesamten Konkurrenz, der auch durch alle theoretisch vorhandenen aerodynamischen und konstruktionsbedingten Vorteile der für damalige Verhältnisse revolutionär wirkenden Stromlinienmodelle von Bugatti und Voisin nicht kompensiert werden konnte. Die weitgehend konventionell gestalteten Rennwagen von Rolland-Pilain und Sunbeam bewegten sich dagegen noch weitgehend auf dem technologischen Stand des Vorjahres. Bei Sunbeam war man sogar so weit gegangen, Fiat-Personal abzuwerben, um eine Kopie des im Vorjahr so erfolgreichen Modells Fiat 804 auf die Räder zu stellen. Unter allen Konkurrenten wäre jedoch lediglich Delage mit dem neuartigen V12-Motor im Modell Type 2 LCV in der Lage gewesen, in die Nähe der Leistungswerte von Fiat zu kommen. Die Entwicklung dieses extrem komplexen Hochleistungsaggregats war jedoch noch nicht abgeschlossen, so dass das einzige zu diesem Zeitpunkt verfügbare Exemplar noch von Kinderkrankheiten ausgebremst wurde.
Wie bei Straßenrennen mittlerweile üblich, wurde das Rennen mit einem gemeinsamen rollenden Start eröffnet, bei dem die Startaufstellung zuvor ausgelost worden war. Fiats Spitzenfahrer Pietro Bordino nutzte auf der schnellen, aber schmalen und staubigen Strecke seine günstige Startposition aus der zweiten Reihe und die Mehrleistung seines Wagens, um aus der Startrunde als Erster zurückzukommen. Mit bereits 41 Sekunden Rückstand folgten dahinter Kenelm Lee Guinness auf Sunbeam und der Delage-Fahrer René Thomas vor Bordinos beiden Teamkollegen Enrico Giaccone und Carlo Salamano, die sich beide bereits aus dem Mittelfeld nach vorne gearbeitet hatten. Während der Delage von Thomas frühzeitig von Überhitzungsproblemen zurückgeworfen wurde, hatte Bordino seine Führung sogar schon auf knapp vier Minuten ausgebaut, als er seinen Rennwagen in der achten Runde mit Motorschaden zur Seite stellen musste. Man hatte es bei Fiat versäumt, die Lufteinlässe der Wagen ausreichend zu schützen, so dass über den Kompressor zu viel Staub und Fremdkörper eingesaugt worden waren. Guinness, der sich bis dahin vor den beiden Fiat-Fahrern hatte behaupten können, kam hierdurch vorübergehend in Führung, fiel dann jedoch im Anschluss an seinen Boxenstopp in der elften Runde mit nachlassender Kupplung auf eine Mittelfeldposition zurück. In Folge entwickelte sich der Grand Prix zu einem regelrechten Ausscheidungsrennen, dem schließlich nacheinander auch die beiden jeweils souverän in Führung liegenden Fiat von Giaccone und Salamano – mit demselben Defekt wie bei ihrem Teamkollegen – zum Opfer fielen. Auch der Sunbeam-Fahrer Albert Divo, der zwischendurch aufgrund der Tanksopps sogar kurze Zeit vor Salamanos Fiat in Front gelegen hatte, konnte vom Totalausfall des Fiat-Teams nicht profitieren, weil er aufgrund eines verklemmten Tankdeckels jede Runde anhalten musste, um den kleinen Reservetank seines Wagens aufzufüllen. So fiel der Sieg schließlich seinem Stallgefährten Henry Segrave zu, der zu Beginn des Rennens ebenfalls noch von Kupplungsproblemen eingebremst worden war, diese aber im Verlauf des Rennens dann wieder in den Griff bekommen hatte. Es war dies der erste und bis 1955 einzige Erfolg eines britischen Fahrers auf einem zumindest nominell britischen Fabrikat – Sunbeam war Teil des französisch-britischen S.T.D.-Konzerns – bei einem internationalen Grand Prix. Komplettiert wurde der Erfolg noch durch Divo und Guinness, die trotz der Probleme mit ihren Wagen noch auf dem zweiten und vierten Rang über die Linie gefahren waren. Sunbeam war damit auch das einzige Team, das am Ende alle Wagen ins Ziel gebracht hatte.
Ganz enttäuschend dagegen war das auch Abschneiden der übrigen französischen Teilnehmer. Weder Bugatti noch Voisin hatten mit ihren extrem futuristisch anmutenden Stromlinienrennwagen aufgrund schlechter Straßenlage und mangelnder Motorleistung ernsthaft in das Renngeschehen an der Spitze eingreifen können und mussten sich mit einem dritten Platz des Bugatti-Fahrers Ernest Friederich und dem fünften und letzten Platz des weit abgeschlagenen André Lefebvre – der als Konstrukteur der Voisin-Rennwagen auch selbst einen der Wagen im Rennen gesteuert hatte – zufriedengeben.

## Ergebnisse

### Meldeliste
| Team                                 | Nr. | Fahrer                     | Info  | Chassis               | Motor                            | Reifen |
| ------------------------------------ | --- | -------------------------- | ----- | --------------------- | -------------------------------- | ------ |
| Automobiles Delage                   | 01  | René Thomas                |       | Delage Type 2 LCV     | Delage 2.0L V12                  | M      |
| Sunbeam-Talbot-Darracq Motors        | 02  | Kenelm Lee Guinness        |       | Sunbeam GP            | Sunbeam 2.0L I6                  |        |
| Sunbeam-Talbot-Darracq Motors        | 07  | Albert Divo                |       | Sunbeam GP            | Sunbeam 2.0L I6                  |        |
| Sunbeam-Talbot-Darracq Motors        | 12  | Henry Segrave              |       | Sunbeam GP            | Sunbeam 2.0L I6                  |        |
| SA des Établissements Rolland-Pilain | 03  | Albert Guyot               |       | Rolland-Pilain A22    | Rolland-Pilain 2.0L I8           |        |
| SA des Établissements Rolland-Pilain | 13  | Victor Hémery              |       | Rolland-Pilain A22    | Rolland-Pilain 2.0L I8           |        |
| SA des Établissements Rolland-Pilain | 08  | Jules Goux                 | DNS a | Rolland-Pilain A22    | Schmid 2.0L I6                   |        |
| Fiat SpA                             | 04  | Pietro Bordino             |       | Fiat 805/405          | Fiat Type 405 2.0L I8 Kompressor | P      |
| Fiat SpA                             | 08  | Enrico Giaccone            |       | Fiat 805/405          | Fiat Type 405 2.0L I8 Kompressor | P      |
| Fiat SpA                             | 14  | Carlo Salamano             |       | Fiat 805/405          | Fiat Type 405 2.0L I8 Kompressor | P      |
| SA des Aéroplanes G. Voisin          | 05  | Arthur Duray               |       | Voisin C6 Laboratoire | Voisin 2.0L I6                   |        |
| SA des Aéroplanes G. Voisin          | 10  | André Lefèbvre             |       | Voisin C6 Laboratoire | Voisin 2.0L I6                   |        |
| SA des Aéroplanes G. Voisin          | 15  | Henri Rougier              |       | Voisin C6 Laboratoire | Voisin 2.0L I6                   |        |
| SA des Aéroplanes G. Voisin          | 17  | André Morel                |       | Voisin C6 Laboratoire | Voisin 2.0L I6                   |        |
| Automobiles E. Bugatti               | 06  | Ernest Friederich          |       | Bugatti T32 „Tank“    | Bugatti 2.0L I8                  | M      |
| Automobiles E. Bugatti               | 11  | Pierre de Vizcaya          |       | Bugatti T32 „Tank“    | Bugatti 2.0L I8                  | M      |
| Automobiles E. Bugatti               | 16  | Pierre Marco               |       | Bugatti T32 „Tank“    | Bugatti 2.0L I8                  | M      |
| Automobiles E. Bugatti               | 18  | Bertrand Prince de Cystria |       | Bugatti T32 „Tank“    | Bugatti 2.0L I8                  | M      |

### Startformation
Die Startpositionen wurden in der Reihenfolge der zuvor teamweise zugelosten Startnummern besetzt. Der Start erfolgte fliegend.
| Thomas     |         | Lee Guinness |          |
|            |         |              |          |
|            | Guyot   |              | Bordino  |
|            |         |              |          |
| Duray      |         | Friderich    |          |
|            |         |              |          |
|            | Divo    |              | Giaccone |
|            |         |              |          |
| Lefèbvre   |         | de Vizcaya   |          |
|            |         |              |          |
|            | Segrave |              | Hémery   |
|            |         |              |          |
| Salamano   |         | Rougier      |          |
|            |         |              |          |
|            | Marco   |              | Morel    |
|            |         |              |          |
| de Cystria |         |              |          |

### Rennergebnis
| Pos. | Fahrer                     | Konstrukteur   | Runden | Stopps | Zeit          | Start | Schnellste Runde | Ausfallgrund           |
| ---- | -------------------------- | -------------- | ------ | ------ | ------------- | ----- | ---------------- | ---------------------- |
| 01   | Henry Segrave              | Sunbeam        | 35     |        | 6:35:19,6 h   | 11    |                  |                        |
| 02   | Albert Divo                | Sunbeam        | 35     |        | + 19:06,2 min | 7     |                  |                        |
| 03   | Ernest Friederich          | Bugatti        | 35     |        | + 25:02,8 min | 6     |                  |                        |
| 04   | Kenelm Lee Guinness        | Sunbeam        | 35     |        | + 26:43,4 min | 2     |                  |                        |
| 05   | André Lefèbvre             | Voisin         | 35     |        | + 1:15:09,6 h | 9     |                  |                        |
| —    | Carlo Salamano             | Fiat           | 32     |        | DNF           | 13    |                  | Kompressorschaden      |
| —    | Albert Guyot               | Rolland-Pilain | 28     |        | DNF           | 3     |                  | Ölpumpe                |
| —    | Arthur Duray               | Voisin         | 24     |        | DNF           | 5     |                  | Ausfall                |
| —    | Henri Rougier              | Voisin         | 19     |        | DNF           | 14    |                  | Ausfall                |
| —    | Enrico Giaccone            | Fiat           | 18     |        | DNF           | 8     |                  | Kompressorschaden      |
| —    | Pietro Bordino             | Fiat           | 8      |        | DNF           | 4     | 9:36,0 min       | Kompressorschaden      |
| —    | André Morel                | Voisin         | 7      |        | DSQ           | 16    |                  |                        |
| —    | Bertrand Prince de Cystria | Bugatti        | 6      |        | DNF           | 7     |                  | Ausfall                |
| —    | René Thomas                | Delage         | 6      |        | DNF           | 1     |                  | Leck im Kraftstofftank |
| —    | Victor Hémery              | Rolland-Pilain | 6      |        | DNF           | 12    |                  | defekte Ölpumpe        |
| —    | Pierre Marco               | Bugatti        | 3      |        | DNF           | 15    |                  | Ausfall                |
| —    | Pierre de Vizcaya          | Bugatti        | 0      |        | DNF           | 10    |                  | Unfall                 |